# Дохерти, Екатерина Фёдоровна
Екатери́на Фёдоровна (Фео́доровна) де Гук-До́херти, урождённая Ко́лышкина (англ. De Huek Doherty, (15 августа 1896 года, Нижний Новгород, Российская империя — 14 декабря 1985 года, Комбермир, Канада) — духовная писательница, публицист, деятель католического, социального и русского эмигрантского движения в Канаде и США. Будучи в эмиграции в Канаде, основала там католические общины «Дом Дружбы» и «Дом Мадонны». Участвовала в деятельности Русского апостолата в Зарубежье. Написала несколько сот статей и несколько книг на духовные и социальные темы. Слуга Божия. В настоящее время в Римско-Католической Церкви ведётся процесс её беатификации.

## Биография
Родилась 15 августа 1896 года в Нижнем Новгороде в дворянской семье Фёдора и Эммы Колышкиных. 15 сентября 1896 года была крещена в Санкт-Петербурге. Вскоре после её рождения Фёдор Колышкин получил назначение от российского правительства в Александрию, Египет. Семья Екатерины переехала в Египет. Среднее образование получила в школе Конгрегации сионских сестер в Александрии. В 1910 году семья Екатерины Колышкиной возвратилась в Санкт-Петербург, и она стала обучаться в Оболенской академии. В 1912 году в возрасте 15 лет вышла замуж за своего двоюродного брата Бориса де Гука (1889—1947). Участвовала в Первой мировой войны сестрой милосердия Красного Креста. За свою сестринскую деятельность во время войны была награждена за храбрость Георгиевской медалью.
После Октябрьской революции вместе с мужем переехала в Финляндию и затем — в Англию, где 27 ноября 1919 года перешла в католичество. В 1921 году вместе с мужем эмигрировала в Канаду. В этом же году у неё в Канаде родился сын.
В первые годы эмиграции бралась за любую работу. Работала горничной, официанткой, рассыльной. Через некоторое время организовала в Монреале международное лекционное бюро. Читала лекции о России по всей Северной Америке. Разойдясь с мужем, раздала своё имущество нуждающимся. Возвратившись в Торонто, стала заниматься социальной и благотворительной деятельностью среди городской бедноты. В это же время, занимаясь лекторской деятельностью о духовности Православной церкви, сформировала возле себя небольшую группу заинтересованных восточной духовностью последователей, которые стали заниматься работой среди нуждающихся. Её деятельность была поддержана торонтским архиепископом Н. Макнилом, который дал разрешение основать на епархиальном уровне общину мирян «Friendship House» («Дом Дружбы»), целью которой стало помощь нуждающимся. Первый «Дом Дружбы» был основан в Торонто в 1930 году. 14 сентября 1934 года деятельность «Дома Дружбы» была официально утверждена Католической церковью. Следующий «Дом Дружбы» был основан в 1936 году в Онтарио и позднее в Гамильтоне был открыт ещё один «Дом Дружбы». В своей деятельности проповедовала православное учение об отшельничестве, что стало в будущем духовной основой организованной ею так называемого «Дома Мадонны». Посвятила православному отшельничеству несколько сочинений, в частности написала самую известную книгу «Пустыня», в которой предлагала методику проведения однодневного «ухода из мира». Социальная и духовная деятельность Екатерины Дохерти в организованном ею «Доме Дружбы» постепенно приобрела популярность в Северной Америке. Деятельностью этого католического движения интересовались католические богословы Жак Маритен и Этьен Мари Жильсон, которые в то время преподавали в Институте изучения средневековья в Торонто. В «Доме Дружбы» начал свою деятельность Томас Мертон. Одним из элементов деятельности «Дома Дружбы» было установление межрасовых отношений, что было непривычно в те годы, поэтому деятельность этой организации вызывала различные отрицательные отзывы, что привело к закрытию в Торонто «Дома Дружбы» в 1936 году. В 1938 году переехала в Нью-Йорк для работы с негритянской беднотой в Гарлеме, была прихожанкой Русской католической церкви св. Архангела Михаил на Манхеттене, где она также открыла «Дом Дружбы». Впоследствии подобные общины были созданы в Чикаго и Иллинойсе в 1942 году, Вашингтоне в 1948 году, Портленде в 1951 году, в Луизиане — в 1953 году и в других городах США. В это же время занималась активной публицистской и лекторской деятельностью, выступая против расизма.
В 1937—1938 годах совершила поездку по Европе, во время которой познакомилась в Париже с Николаем Бердяевым. В 1943 году вышла замуж за журналиста Эдди Дохерти, который разделял её взгляды и помогал в её деятельности.
С 1946 года в движении, основанном Дохерти, начались разногласия. В 1946 году на съезде движения в Чикаго за Дохерти сохранился статус основательницы движения «Дома Дружбы», но идеи Дохерти были отклонены, и в 1947 году она вместе с мужем переехала в посёлок Комбермир в 180 километрах от Торонто для работы с сельской беднотой. В 1947 году основала первую общину «Madonna House» («Дом Мадонны»), которая принимала в свои ряды мирян. С 1952 году к этому движению стали присоединяться католические священники.
В 1955 году устав «Дома Мадонны» был официально утверждён Римско-Католической церковью. Согласно этому уставу вступающие в общину приносят обеты бедности, целомудрия и послушания, при этом мужчины и женщины, проживая отдельно, ведут в общине совместную деятельность. В 1962 году основала при «Доме Мадонны» первую «Пустыню», где желающие могли приобщиться к христианской духовности Восточной Церкви. Как правило, «Пустыня» в «Доме Мадонны» представляла собой отдельное и закрытое помещение или жилище, где желающий уходит в затвор на 24 часа, совершая определённую методику отшельничества, которую Екатерина Дохерти подробно описывала в своей книге «Пустыня».
Скончалась 14 декабря 1985 года в Комбермире, Канада.

## Сочинения
Написала более 20 книг. В своих сочинениях уделяла большое внимание описанию православного отшельничества.
На русском языке (переводы)
- Пустыня. Магадан, 1994 г.;
- Истории русской странницы. Магадан. 1999 г.;
- Рождественские колокола. М., 2000 г.

## Награды
- Георгиевский крест;
- Знак отличия ордена Святой Анны;
- Крест «За заслуги перед Церковью и Папой» (1960). Награждена Римским папой Иоанном XXIII;
- Орден Канады (1976);
- Орден Святого Иоанна.